# Štefanje
Štefanje es un municipio de Croacia en el condado de Bjelovar-Bilogora.

## Geografía
Se encuentra a una altitud de 163 m s. n. m. a 71 km de la capital nacional, Zagreb.

## Demografía
En el censo 2011 el total de población del municipio fue de 2 030 habitantes, distribuidos en las siguientes localidades:
- Blatnica - 120
- Daskatica - 122
- Donja Šušnjara - 131
- Gornja Šušnjara - 28
- Laminac - 341
- Narta -  677
- Starine - 79
- Staro Štefanje - 186
- Štefanje - 336

| Gráfica de población de Štefanje 1857-2011                          |
|                                                                     |
| Según los censos de población de la oficina estadística de Croacia. |